# Eparistera Daimones
Eparistera Daimones - debiutancki album szwajcarskiej grupy muzycznej Triptykon. Wydawnictwo w formie deluxe mediabook CD wraz z dwudziestoośmio stronicową książeczką ukazało się w marcu 2010 roku nakładem wytwórni muzycznej Prowling Death Records. Na podstawie umowy licencyjnej dystrybucja odbyła się dzięki Century Media Records. W Japonii Eparistera Daimones wydała wytwórnia Victor Entertainment Japan. Wydanie poprzedziły trzy filmy zwiastujące płytę opublikowane w serwisie YouTube.
Na okładce albumu widnieje obraz szwajcarskiego grafika H.R. Gigera pt. "Vlad Tepes" z 1978 roku. Jest to również pierwsza praca artysty od siedemnastu lat, która została wykorzystana jako okładka. Wewnątrz poligrafii znajduje się obraz nowojorskiego grafika Vincenta Castiglia przedstawiający sylwetki muzyków zespołu Triptykon.
Produkcję kompozycji wykonali lider zespołu Thomas Gabriel Fischer i gitarzysta V. Santura. Nagrania zostały zmiksowane w Woodshed Studio w Niemczech. Z kolei mastering odbył się w Oakland Recording w Winterthur w Szwajcarii, wykonał go Walter Schmid.

## Lista utworów
Opracowano na podstawie materiału źródłowego.
1. "Goetia" (muz. Fischer; sł. Fischer) - 11:00
2. "Abyss Within My Soul" (muz. Fischer; sł. Fischer) - 9:26
3. "In Shrouds Decayed" (muz. V. Santura; sł. Fischer) - 6:55
4. "Shrine" (muz. Fischer) - 1:43
5. "A Thousand Lies" (muz. Fischer; sł. Fischer) - 5:28
6. "Descendant" (muz. V. Santura; sł. Fischer) - 7:41
7. "Myopic Empire" (muz. Fischer, Unala, Gadient; sł. Fischer) - 5:47
8. "My Pain" (muz. Fischer; sł. Fischer) - 5:19
9. "The Prolonging" (muz. Fischer; sł. Fischer) - 19:22
10. "Shatter" - 4:58 (utwór bonusowy na wydaniu japońskim)

## Twórcy
Opracowano na podstawie materiału źródłowego.
- Thomas Gabriel Fischer - śpiew, gitara, programowanie, inżynieria dźwięku, produkcja muzyczna, miksowanie, aranżacje smyczków, oprawa graficzna, koncepcja oprawy graficznej, kierownictwo artystyczne i dizajn
- V. Santura - gitara, śpiew, inżynieria dźwięku, produkcja muzyczna, miksowanie, aranżacje smyczków
- Norman Lonhard - perkusja, instrumenty perkusyjne, asystent inżyniera dźwięku
- Vanja Slajh - gitara basowa
- Hans Rudolf Giger - okładka, oprawa graficzna
- Vincent Castiglia - oprawa graficzna
- Walter Schmid - miksowanie
- Simone Vollenweider - śpiew, aranżacje partii wokalnych
- Nadine Rimlinger - skrzypce, aranżacje smyczków
- Stefan Wibbeke, Nadine Mainka - koncepcja oprawy graficznej, kierownictwo artystyczne i dizajn
- Fredy Schnyder - asystent inżyniera dźwięku, fortepian
- Antje Lange - producent wykonawczy

## Wydania
| Rok  | Nr katalogowy | Format | Wytwórnia muzyczna                            | Region          |
| ---- | ------------- | ------ | --------------------------------------------- | --------------- |
| 2010 | 9979928, 013  | CD     | Century Media Records, Prowling Death Records | Wielka Brytania |
| 2010 | 9979921       | 2x LP  | Century Media Records                         | Wielka Brytania |

## Pozycje na listach
| Lista                     | Kraj              | Pozycja |
| ------------------------- | ----------------- | ------- |
| Billboard Top Heatseekers | Stany Zjednoczone | 27      |
| Schweizer Hitparade       | Szwajcaria        | 73      |
| YLE                       | Finlandia         | 28      |
| Media Control Charts      | Niemcy            | 81      |
| IFPI Greece               | Grecja            | 31      |